# هيروتو تاكاهاشي
هيروتو تاكاهاشي (باليابانية: 高橋 寛人) (مواليد 26 أكتوبر 1969م)، هو لاعب كرة قدم سابق كان يلعب كلاعب وسط.

## وصلات خارجية
- هيروتو تاكاهاشي على موقع قاعدة بيانات كرة القدم.إي يو (الإنجليزية)